# Cyrtandromoea decurrens
Cyrtandromoea decurrens là một loài thực vật có hoa trong họ Tai voi. Loài này được (Blume) Zoll. mô tả khoa học đầu tiên năm 1854.